# Band Notícias
Band Notícias foi um telejornal noturno brasileiro produzido e apresentado pela Rede Bandeirantes, com entrevistas, debates, correspondentes internacionais e comentaristas que analisavam os principais fatos do Brasil e do mundo. O telejornal ia ao ar diariamente a partir das 22h.

## Histórico
No final de julho de 2019, a emissora pensou em um telejornal no horário das 22h, para volta da programação normal, após o programa de R. R. Soares. A principio, foi cogitado como Jornal das 10. Segundo o colunista do UOL, Flávio Ricco o jornal vem em resposta à baixa audiência do programa de R.R. Soares que "é um intocável na grade da Band. Não existe, como nunca foi permitida, qualquer alteração em relação a sua exibição de todas as noites. O dinheiro que entra, no entender da casa, continua sendo mais importante do que representa a sua inevitável queda de audiência (…) Tudo já foi pensado e tentado pelos diversos diretores responsáveis que a Band teve ao longo dos tempos, no sentido de ao menos minimizar o tamanho desse estrago. Algo que, na sequência, pudesse sensibilizar a atenção do telespectador. Nenhuma dessas tantas iniciativas, até agora, deu em nada."
Para a apresentação, foram cogitados Joana Treptow e Rafael Colombo. Porém, Joana permaneceu no Café com Jornal, além de apresentar o boletim #Informei. Dias depois, o jornal foi rebatizado de Band Notícias. A poucos dias da estreia, foi confirmado que Cynthia Martins, então no canal BandNews TV, dividiria a bancada com Colombo. A estreia primeiramente foi para 5 de agosto, depois para 2 de setembro, até chegar a estreia oficial em 9 de setembro. Em 21 de outubro de 2019, passou a ser transmitido em rádio pela Rádio Bandeirantes. No dia 21 de maio de 2020, Rafael Colombo foi contratado pela CNN Brasil e Douglas Santucci foi anunciado como seu substituto. Em dezembro de 2020, Kalinka Schutel passou a apresentar o quadro de esportes.
Em 14 de janeiro de 2022, o jornal foi ao ar pela última vez, já que o horário será destinado a partir do dia 17 a outros programas, incluindo o Faustão na Band. No entanto, a equipe não será dispensada e irá ser remanejada para outros jornais da casa.